# أندي هودسون
أندي هودسون (بالإنجليزية: Andy Hodgson)‏ هو مذيع ومقدم تلفزيوني بريطاني، ولد في 2 مارس 1972.

## وصلات خارجية
- أندي هودسون على موقع IMDb (الإنجليزية)